# Szeghalmi Elemér
Szeghalmi Elemér (Budapest, 1929. május 7. – 2022. április 24.) József Attila-díjas (1996) magyar irodalomtörténész, újságíró, kritikus, szerkesztő.

## Életpályája
Szülei: Szeghalmi Elemér és Csölle Sarolta. 1947-ben érettségizett a budapesti bencés gimnáziumban. 1951-1959 között az ELTE BTK magyar-történelem szakos hallgatója volt. 1951-1987 között a Magyar Állami Operaház énekkari tagja, szólamvezető volt. 1978-1987 között az Új Ember külső, 1987-től belső munkatársa, 1988-1989 között irodalmi szerkesztője, 1999 óta kulturális szerkesztője. 1990-től az Új Idő főszerkesztő-helyettese. 1991 óta a Független Magyar Írók Szövetségének főtitkára. 1994-1996 között a Nemzeti Kulturális Alap folyóirat-kollégiumának elnöke volt.

## Színházi munkái
- Schubert–Berté: Három a kislány... – Karmester

## Művei
- Freskó és pasztell; Ecclesia, Budapest, 1971
- Lewis Wallace: Ben-Hur. Regény Krisztus Urunk korából; ford. Szekrényi Lajos, átdolg. Zigány Árpád, újra átdolg. Szeghalmi Elemér; Szt. István Társulat, Budapest, 1981
- Mona Ilona–Szeghalmi Elemér: Vértanú kortársunk: Salkaházi Sára élete és munkássága; Ecclesia, Budapest, 1990 (Krisztus mai tanúi)
- Balássy László, Szeghalmi Elemér.szerk.: Czoborczy Bence: Csodák között élünk – Művészek vallomásai Istenről, hitről, önmagukról, Koós Gyula fekete-fehér fotóival illusztrálva, Miskolc: Új Misszió (1990)
- Barátok, béklyók nélkül (Kolozsvári Grandpierre Emilről); szerk. Hernádi Gyula, Szeghalmi Elemér; Primer, Budapest, 1994
- Ambrus Zoltántól Gyurkovics Tiborig. Irodalmi tanulmányok; Jel, Budapest, 1995 (Szépíró műhely)
- Keresztény küzdelmek és megtorpanások. Az Új ember 1945–1956 között; Új Ember, Budapest, 2000
- Operisták. Írók és alkotások; Új Ember, Budapest, 2001
- A magyar valóság kálváriáján; Szt. István Társulat, Budapest, 2003
- Borjú bécsi D-dúrban. Novellák; Szt. István Társulat, Budapest, 2019

## Díjai
- Rónay György-díj (1991)
- Köztársasági Érdemkereszt (1994)
- József Attila-díj (1996)